# Blakeslee Electric Automobile Company
Blakeslee Electric Automobile Company war ein US-amerikanischer Hersteller von Automobilen.

## Unternehmensgeschichte
C. J. Blakeslee übernahm im Februar 1905 Teile der insolventen De Mars Electric Vehicle Company. Er gründete sein eigenes Unternehmen in Cleveland in Ohio und setzte die Produktion von Automobilen fort. Der Markenname lautete nun Blakeslee. 1906 endete die Produktion. Insgesamt entstanden etwa 20 Fahrzeuge.
Im Sommer 1906 übernahm die Williams Motor Carriage Company das Unternehmen.

## Fahrzeuge
Im Angebot standen leichte Elektroautos. Die Leistung der Elektromotoren ist nicht überliefert. Die offene Karosserieform Victoria bot Platz für zwei Personen. Das Fahrgestell hatte 180 cm Radstand.